# Sainte-Cécile-les-Vignes
 Sainte-Cécile-les-Vignes  es una población y comuna francesa, en la región de Provenza-Alpes-Costa Azul, departamento de Vaucluse, en el distrito de Aviñón y cantón de Bollène.
Está integrada en la Communauté de communes Aygues Ouvèze en Provence.

## Demografía
| 1642 | 1735 | 1644 | 1818 | 1927 | 2100 |
| Para los censos de 1962 a 1999 la población legal corresponde a la población sin duplicidades (Fuente: INSEE [Consultar]) |      |      |      |      |      |